# Amazon.com
Az Amazon.com, Inc. (/ˈæməzɒn/ AM-ə-zon) seattle-i székhelyű, elektronikus kereskedelemmel foglalkozó amerikai cég.
Az oldalt Cadabra.com néven Jeff Bezos alapította 1994-ben, működését 1995-ben kezdte meg. Az Amazon.com internetes könyváruházként indult, de árukínálatát később bővítette: DVD-ket, zenei CD-ket, számítógépes programokat,videójátékokat, elektromos berendezéseket, ruházati cikkeket, bútorokat, ételt és még sok mást kezdett el forgalmazni. Az elmúlt két évtizedben az amazon.com üzleti stratégiát váltott, és viszonteladóként vagy közvetítőként jelenik meg, fő bevételeit a platformon történő eladásokból származó jutalékokból szerzi.
Jelenleg a cég számos szektorban szerteágazó szolgáltatásokat nyújt. Legjelentősebb üzletágai az e-kereskedelem, logisztika, számítástechnika területeihez köthetők. Az Amazon birtokolja a világ legnagyobb felhőszolgáltatását, mely weboldalak tízmillióinak ad otthont.

## Története

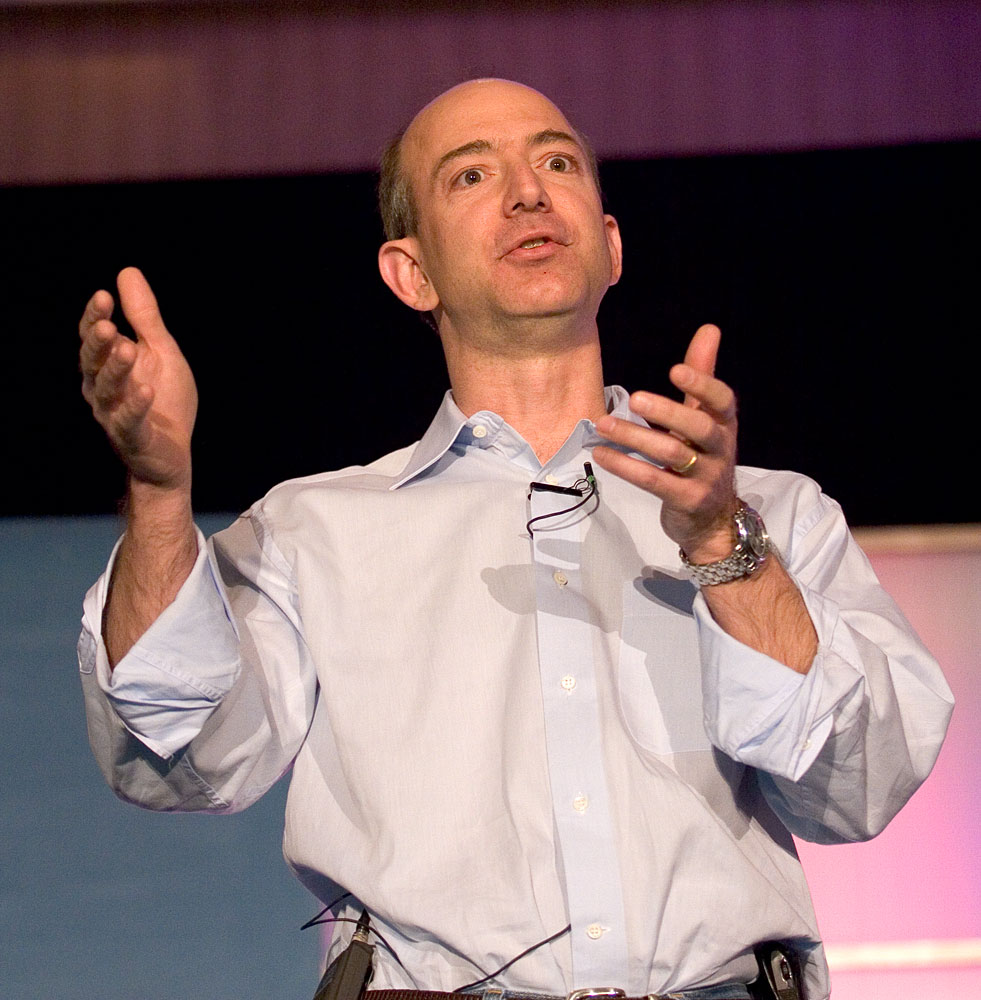
Az Amazon alapítója, Jeff Bezos

A céget Jeff Bezos 1994-ben alapította saját garázsában.
A cég online könyvesboltként indult. Míg a legnagyobb hagyományos könyvesboltok és könyveket forgalmazó csomagküldő szolgálatok 200 000 kiadványt árultak, egy online könyvesbolt sokkal többet tudott eladni. Bezos a cégének "A" betűvel kezdődő nevet akart, hogy előre kerüljön az ábécésorrendben. Szótárt kezdett nézegetni, és megállt az Amazonnál, mert ez egy „egzotikus és másmilyen” hely és a világ legnagyobb folyója, és azt remélte, hogy a cége is ilyen lesz. Az Amazon logóján 2000 óta egy nyíl mutat az A-tól a Z-hez, ezzel jelezve, hogy A-tól Z-ig minden terméket szállítanak.
1995 júliusában indították a szolgáltatásukat. Kicsit később, 1995 októberében a cég bejelentette magát a nyilvánosság előtt. 1996-ban áttelepültek Delaware-be.
Az Amazon kezdeti üzleti terve szokatlan volt, a vállalat 4-5 évig nem tervezett nyereséget. Amikor a dotcombuborék kipukkadt, és sok e-társaság kilépett a piacról, az Amazon kitartott. Az első nyeresége 2001 negyedik negyedévében volt: ötmillió dollár, vagyis 1¢ jutott egy részvényre. A cég bevétele ekkor több mint egymilliárd dollár volt. A nyereség, bár szerény mértékű volt, bizonyította, hogy ez az üzleti modell sikeres lehet. 1999-ben a Time magazin Bezost Az év emberének választotta, elismerve a cég sikerét az online vásárlás népszerűsítésében.
A Barnes & Noble pert indított 1997. május 12-én, azt állítva, hogy az Amazon azon állítása, hogy áruházuk „a világ legnagyobb könyvesboltja”, hamis. A Barnes & Noble szerint: „Ez egyáltalán nem egy könyvesbolt. Ez egy könyvközvetítő.” A vitát később bíróságon kívül rendezték. Az Amazon továbbra is „a világ legnagyobb könyvesboltjának” nevezi magát. A Walmart 1998. október 16-án indított pert, azt állítva, hogy az Amazon üzleti titkokhoz jutott egykori Walmart-vezetőktől. Bár ennek a pernek is bíróságon kívül történő megegyezés vetett véget, eredményeképpen az Amazon az egykori Walmart-vezetők munkáját illetően belső korlátozásokat léptetett életbe, illetve áthelyezéseket eszközölt.

## Termékek és szolgáltatások
Bár az Amazon az internetes kereskedelem terén érte el első sikereit, a 2000-es évek második felére jelentős részesedést szerzett különböző egyéb területeken is:
- Amazon Kindle: az Amazon e-könyv-olvasója
- Az Amazon Web Services megoldásai a felhőalapú számítástechnika több területén is jelentős piaci részesedéssel rendelkeznek

Az Amazonon zajló kereskedelem azután váltott ki bírálatokat, hogy azt egyszerű emberek előtt a „könnyű meggazdagodás útjának” állították be csalók és különböző üzleti trénerek. Az ottani kereskedelem valóban bárki számára rendelkezésre áll, de a járulékos költségek, az eladandó termékek minél nagyobb értékelésű hirdetési szintjének elérése és megtartása, valamint a konkurencia esetleges aknamunkái mind jócskán megnehezítik a nagyobb összegű nyereségek elérését, miután a cég működésével és gyakran változó szabályaival sokan nincsenek tisztában.

## Fordítás
- Ez a szócikk részben vagy egészben  az   Amazon.com című angol Wikipédia-szócikk ezen változatának fordításán alapul.  Az eredeti cikk szerkesztőit annak laptörténete sorolja fel. Ez a jelzés csupán a megfogalmazás eredetét és a szerzői jogokat jelzi, nem szolgál a cikkben szereplő információk forrásmegjelöléseként.